# 4e division blindée (Syrie)
La 4e division blindée (en arabe : الفرقة الرابعة) est une division d'élite de l'armée syrienne dont le principal objectif est de défendre le gouvernement syrien contre les menaces internes et externes. La division est visée par une plainte pour crime contre l'humanité.

## Histoire
La division trouve ses racines dans les Brigades de Défense (en) commandées par Rifaat al-Assad, frère cadet du président Hafez el-Assad. Après l'exil de ce dernier en 1984, les Brigades de Défense ont été réorganisées en 569e division blindée, puis en 4e division Division blindée.
La 4e division est considérée comme étant la mieux formée et la mieux équipée de l'armée syrienne. Elle, ainsi que la Garde Républicaine syrienne forment le cœur des forces de sécurité du pays. La Division est principalement constituée de membres de confession alaouite, confession de la famille el-Assad. Environ 80 % des soldats et officiers de la division sont Alaouites et près de 90 % d'entre eux sont des soldats de carrière, contrairement aux conscrits qui composent la plupart des autres unités de l'armée.
La Division a une base militaire dans le sud de Damas, couvrant environ 91 km2 et comprenant plusieurs bunkers de montagne. Son entrée principale est située à côté du village d'Al-Horjelah.
La 4e division blindée est dirigée par Maher al-Assad, frère cadet du dirigeant, Bachar el-Assad.

### Guerre civile syrienne
La 4e division blindée a joué un rôle clé dans la répression des manifestations soulèvements, tels que ceux de la ville méridionale de Deraa, le siège de la ville côtière de Baniyas, la province centrale de Homs et le dans le nord du gouvernorat d'Idleb.
Elle est accusée de violations des droits de l'homme, en raison des arrestations et des passages à tabac arbitraires, et des tirs sur des manifestants non armés et exactions contre des civils. Elle est également visée par une plainte pour crime contre l'humanité en France,.
Un rapport publié en juillet 2013 par un site Web pro-gouvernemental indiquait que Maher al-Assad commandait la division troupes à Alep et Homs.
Des passages frontaliers illégaux entre le Liban et la Syrie, seraient utilisés comme sources financières pour couvrir les dépenses de la division.

## Ordre de bataille
- 40e brigade blindée
- 41e brigade blindée
- 42e brigade blindée
- 138e brigade mécanisée
- 154e régiment d'artillerie
- 63e régiment d'artillerie

Marquages d'épaule de la 4e division blindée

- 555e régiment des forces spéciales (aéroporté)
- Protective Lions (Commandos), formés en mai 2014.
- Bouclier national
- Harakat Hezbollah al-Nujaba aile syrienne[13]